# L'ombra del giorno
Pour plus de détails, voir Fiche technique et Distribution.
L'ombra del giorno est un film italien réalisé par Giuseppe Piccioni et sorti en 2022.

## Synopsis
À Ascoli Piceno en 1938, Luciano, sympathisant fasciste et ancien combattant de la Première Guerre mondiale, est propriétaire d'un restaurant sur la Piazza del Popolo. Sa vie est bouleversée lorsqu'il rencontre Anna, une jeune fille qui cache un secret.

## Fiche technique
- Titre original italien : L'ombra del giorno[1]
- Réalisateur : Giuseppe Piccioni
- Scénario : Giuseppe Piccioni, Gualtiero Rosella (it) et Annick Emdin
- Photographie : Michele D'Attanasio (it)
- Montage : Esmeralda Calabria
- Musique : Michele Braga (it)
- Décors : Isabella Angelini
- Costumes : Bettina Pontiggia
- Production : Riccardo Scamarcio
- Société de production : Lebowski, Rai Cinema
- Pays de production :  Italie
- Langue de tournage : Italien
- Format : Couleur - 2,39:1
- Durée : 125 minutes (2 h 5)
- Genre : Drame romantique
- Dates de sortie :
  - Italie : 24 février 2022

## Distribution
- Riccardo Scamarcio : Luciano Traini
- Benedetta Porcaroli : Anna Costanzi / Esther Pauwel
- Valeria Bilello : Amelia
- Lino Musella : Osvaldo Lucchini
- Sandra Ceccarelli : Elsa, mère de Corrado
- Vincenzo Nemolato : Giovanni
- Antonio Salines : le professeur
- Waël Sersoub : Emile Costa